# Rica Reinisch
Rica Reinisch (Seifhennersdorf, República Democràtica Alemanya, 6 d'abril de 1965) és una nedadora alemanya, ja retirada, que guanyà tres medalles d'or olímpiques.
Especialista en la modalitat d'esquena, va participar als 15 anys en els Jocs Olímpics d'Estiu de 1980 realitzats a Moscou (Unió Soviètica), on aconseguí guanyar tres medalles d'or en les proves dels 100 m. esquena, 200 m. esquena i relleus 4x100 metres estils, establint en cada un d'ells sengles rècords del món amb un temps d'1:00.86 m., 2:11.77 m. i 4:06.67 minuts respectivament.
L'hombra del dopatge planà sobre els resultats de la majoria dels membres de l'equip alemanya democràtic, influenciats per la Stasi. Estudis posteriors han demostrat que els nedadors es doparen amb esteroides anabòlics derivats de la testosterona. En finalitzar els Jocs Olímpics la seva mare l'obligà a retirar-se de la competició després de patir forts dolors d'ovaris. Després de la caiguda del Mur de Berlín molts escàndols de la RDA sortiren a la llum, i Reinisch patí dos avortaments espontanis, possiblement derivats de les pràtiques dopants.
| « | El pitjor és que em van treure l'oportunitat de conèixer mai si jo podria haver guanyat les medalles d'or sense els esteroides. Aquesta és la major traïció de totes. | » |